# Load/Store-Architektur
Eine Load/Store-Architektur ist eine Prozessorarchitektur, deren Befehlssatz Daten-Speicherzugriffe ausschließlich mit speziellen Lade- (Load) und Speicher-(Store)Befehlen erlaubt. Sie wird auch als Register-Register-Architektur bezeichnet. RISC-Architekturen sind grundlegend durch ihre Eigenschaft als Load/Store-Maschinen definiert. Während klassische CISC-Architekturen für ALU-Befehle (etwa Addieren oder Multiplizieren) direkten Speicherzugriff erlauben, ist dies bei Load/Store-Architekturen nur in mehreren Schritten über die Zwischenspeicherung der Argumente in Registern möglich. Daher ist der Registersatz üblicherweise im Vergleich zu CISC-Systemen größer.
Fast alle RISC-Architekturen sind Load/Store-Architekturen, Beispiele sind Alpha, Arm, MIPS, SPARC und SuperH.
Dagegen ist die Architektur der x86-Prozessoren keine Load/Store-Architektur.